# Despacho de importação
Despacho de importação é o procedimento mediante o qual é verificada a exatidão dos dados declarados pelo importador em relação à mercadoria importada, aos documentos apresentados e à legislação específica, com vistas ao seu desembaraço aduaneiro.
No Brasil, deverá ser submetida a despacho de importação toda mercadoria procedente do exterior, importada a título definitivo ou não, sujeita ou não ao pagamento do imposto de importação. A mercadoria submetida a despacho de exportação que retorne ao País, em caráter definitivo ou não, também estará sujeita a despacho de importação. Este despacho poderá ser efetuado em zona primária ou em zona secundária. Nestas áreas encontram-se os recintos alfandegados que são locais habilitados pela Secretaria da Receita Federal para a execução de operações aduaneiras (carga, descarga, movimentação, armazenagem, entre outras).
O despacho de importação será processado com base em declaração de importação, sendo realizado no Siscomex, e conforme documentação instrutiva: o conhecimento de carga, a fatura comercial e outros estabelecidos pela legislação. No entanto, existem exceções, em razão da natureza da mercadoria, da operação e da qualidade do importador, em que o despacho de importação é processado sem registro no Siscomex.
Após o registro, a declaração de importação é submetida à análise fiscal e selecionada para um dos seguintes canais de conferência aduaneira:
- Verde - pelo qual o Siscomex registrará o desembaraço automático, dispensados o exame documental e a verificação física da mercadoria;
- Amarelo - pelo qual será realizado o exame documental e, não sendo constatada irregularidade, o desembaraço aduaneiro será efetuado, dispensada a verificação da mercadoria;
- Vermelho - pelo qual a mercadoria somente será desembaraçada após a realização do exame documental e da verificação da mercadoria; e
- Cinza - pelo qual será realizado o exame documental, a verificação da mercadoria e a aplicação de procedimento especial de controle,[5] a fim de verificar elementos indiciários de fraude.

Segundo o regulamento aduaneiro do Brasil, o despacho de importação deverá ser iniciado em:
- até 90 dias da descarga, se a mercadoria estiver em recinto alfandegado de zona primária;
- até 45 dias após esgotar-se o prazo de permanência da mercadoria em recinto alfandegado de zona secundária; e
- até 90 dias, contados do recebimento do aviso de chegada da remessa postal.

Cabe observar que a entrada, no país, de mala diplomática, assim considerada a que contenha tão somente documentos diplomáticos e objetos destinados a uso oficial, está dispensada de despacho de importação.
O despacho de importação compreende:
- despacho para consumo; e
- despacho para admissão em regime aduaneiro especial ou aplicado em áreas especiais.

O despacho de importação tem início com o registro da declaração de importação. Normalmente o registro da declaração de importação é efetuado após a chegada da carga no recinto alfandegado de zona primária ou secundária, consistindo na modalidade de despacho normal. Porém, o registro poderá ser efetuado antes da chegada da carga, consistindo na modalidade de despacho antecipado, quando esta se tratar de:
- mercadoria transportada a granel, cuja descarga deva se realizar diretamente para terminais de oleodutos, silos ou depósitos próprios, ou veículos apropriados;
- mercadoria inflamável, corrosiva, radioativa ou que apresente características de periculosidade;
- plantas e animais vivos, frutas frescas e outros produtos facilmente perecíveis ou suscetíveis de danos causados por agentes exteriores;
- papel para impressão de livros, jornais e periódicos;
- órgão da administração pública, direta ou indireta, federal, estadual ou municipal, inclusive autarquias, empresas públicas, sociedades de economia mista e fundações públicas; e
- mercadoria transportada por via terrestre, fluvial ou lacustre.

O despacho de importação é concluído com o desembaraço das mercadorias. O desembaraço é feito automaticamente pelo sistema Siscomex nos casos de declarações selecionadas em canal verde. As declarações selecionadas nos outros canais (amarelo, vermelho e cinza) são desembaraçadas no sistema Siscomex pelo auditor fiscal responsável pela última etapa da conferência aduaneira.